# شهرستان وینتون (اوهایو)
شهرستان وینتون، اوهایو (به انگلیسی: Vinton County, Ohio) یک سکونتگاه مسکونی در ایالات متحده آمریکا است که در اوهایو واقع شده‌است.